# Grec de Cargese
A la vila de Cargese, a l'illa de Còrsega, es va parlar fins a mitjan segle xx una variant de grec anomenat grec de Cargese.
Fins a mitjan segle xix, la població de Cargese parlava solament grec; més endavant, es començà a utilitzar també el cors, l'italià i el francès. El darrer parlant va morir el 1976.
Actualment, a Cargese el grec es fa servir a les funcions eclesiàstiques de les esglésies de ritus grec catòlic de Cargese, per bé que, de 1935 ençà, el sacerdot no és originari de Cargese, sinó que prové de la comunitat grega de Marsella. D'altra banda, molts de cognoms dels habitants revelen el seu origen grec, per bé que ortogràficament corsitzats.

## Història
Els grecs de Cargese provenen de la població d'Ítilo, al Peloponès: es tracta d'una colònia de maniotes que abandonaren la població el 1673 com a resultat dels conflictes interns entre els clans de la zona. Tot i així, consta que, entre els grecs que s'establiren a Còrsega el 1675, també n'hi havia d'altres regions, principalment Creta, possiblement refugiats de la recent captura de Càndia per part dels otomans. Inicialment establerts a Paomia, els conflictes amb la població local els feren traslladar a Ajaccio, i finalment s'establiren a Cargese el 1776. Fins llavors, Còrsega pertanyia a la República de Gènova; el 1768 passà a dependre de França.
A final del segle xviii, una vegada establerts a Cargese i essent Còrsega de domini francès, la societat dels grecs de Cargese començà a canviar: els matrimonis mixtos entre grecs i corsos deixaren de ser esporàdics i es començaren a establir corsos a viure a Cargese; el 1804 s'obrí la primera església de ritus llatí a Cargese. Al llarg del segle xix, els principis liberals i humanistes derivats de la Revolució Francesa començaren a veure els seus fruits, i els grecs de Cargese es començaren a assimilar a la resta de corsos, principalment a causa de la universalització de l'educació. A final del segle xix, la major part de joves de Cargese ja estaven assimilats com a corsos.
Tot plegat tengué conseqüències lingüístiques: mentre que a la dècada de 1850 encara hi havia grecs monolingües, a la dècada de 1870-1880 la major part de joves grecs de Cargese ja solament tenien un coneixement passiu del grec, i molt pocs el tenien com a llengua materna. L'estocada final arribà el 1874, quan una part de la població abandonà Cargese per establir-se com a colons a Sidi Merouane (Alger), tots els quals d'ètnia grega; això provocà un descens dràstic en la proporció de grecs a Cargese. Dins el segle xx, solament algunes famílies preservaren la llengua grega a Cargese: el 1934 ja solament romanien trenta parlants. El darrer de tots morí el 1976.

## Parlants
L'evolució del nombre de parlants de grec en la comunitat de maniotes a Còrsega revela com la substitució lingüística es produí dins el segle xx:
- 1676: 500
- 1773: 420
- 1934: 30
- 1964: 4
- 1976: 1